# Mesiánští Židé

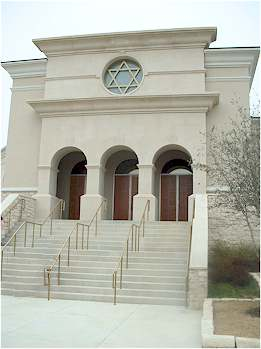
Mesiánská synagóga v Dallasu, USA

Mesiánští Židé jsou příslušníky sborů s vyznáním v Ježíše z Nazaretu s celosvětově rozšířenou působností. Některé organizace či sbory jsou složeny i z nežidovských stoupenců Židů a Izraele.

## Dokument ortodoxních rabínů
K mesiánskému vyznání Židů vydalo 3. prosince 2016 prohlášení více než 50 ortodoxních rabínů z Izraele, USA a Evropy, včetně několika hlavních rabínů, jako je Simon Livson z Finska a Kotel Dadon z Chorvatska, pod názvem To Do the Will of Our Father in Heaven (Činit vůli našeho Otce v nebi). Dokument vydává stanovisko, které sděluje, že křesťanství je součástí božského plánu, ve kterém Bůh nechal Židy a křesťany spolupracovat na vykoupení světa. Proti této kolektivní víře se ohradil jinak přístupný Vrchní rabín Nizozemí Binyomin Jacobs, povýšený v roce 2012 na rytíře za stavbu mostů k jiným vyznáním (rozumí se: vstřícný mezináboženský dialog). Prohlášení rabínů napadl výtkou, že zachází příliš daleko. "Připadá mi to jako jakési společné vyznání jediné víry," uvedl s dodatkem, že z těchto náboženství se dělá sekaná. Tím však jen za sebe vyjádřil odpor k názoru významných světových rabínů, kteří datem dokumentu potvrdili platnost Mesiánského židovství, jako víry Židů.

## Zavazující status vrchního rabína

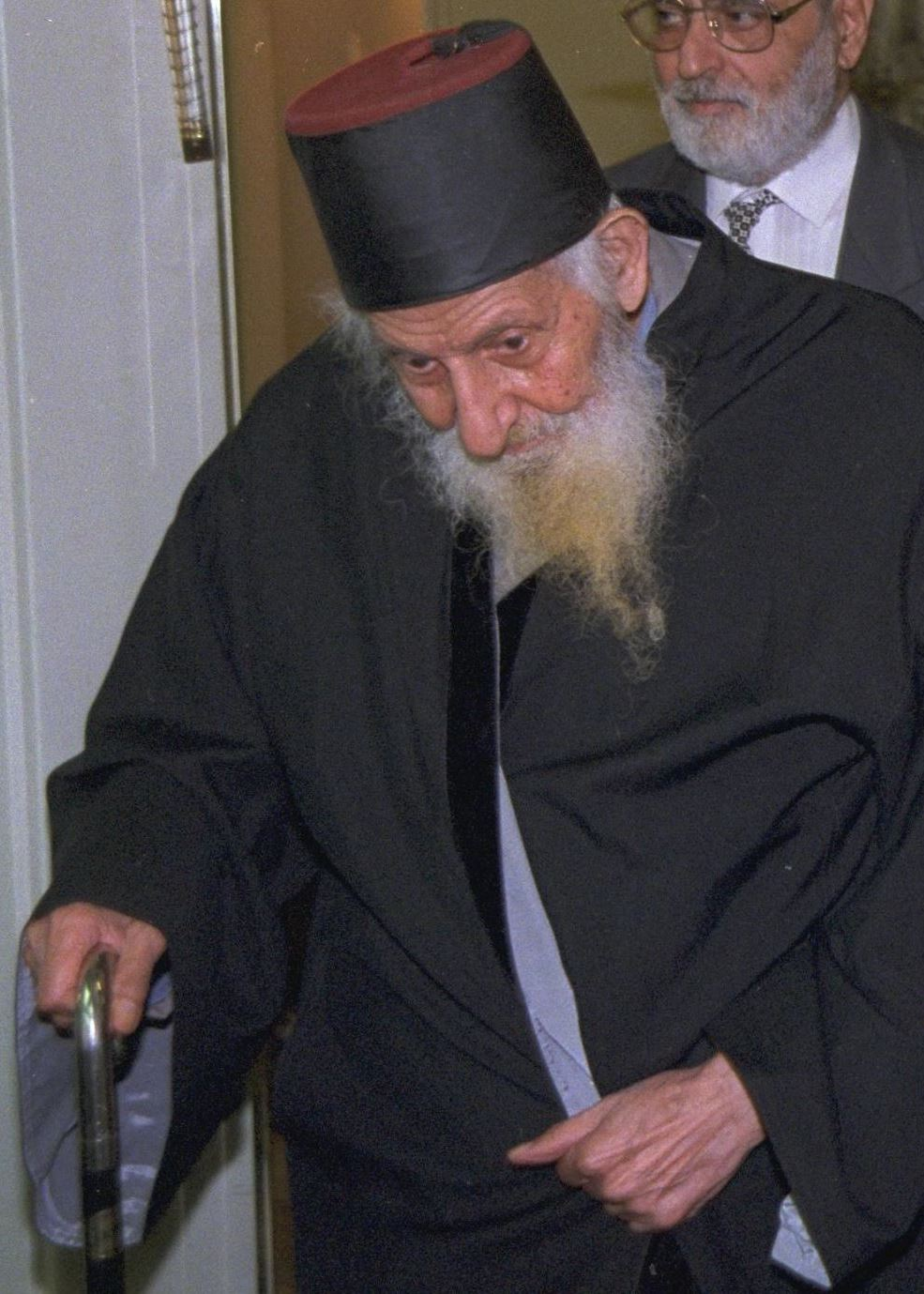
Yitzhak Kaduri, Vrchní rabín státu Izrael (*1898 - +2006)

Nejtěžší ránu antimesiánství Židů a ortodoxním tradicím odporu k přijetí Jehóšuy ha Nocriho zasadil Vrchní rabín státu Izrael Yitzhak Kaduri (taktéž Jicchak, hebrejsky יצחק כדורי ), narozený asi v roce 1898 (přesné datum není známo). Rok po jeho smrti 28. ledna 2006 byl podle jeho pokynu v závěti otevřen vzkaz, v němž napsal prorocký výrok, jenž mu byl zjeven, včetně jména Mesiáše, a to v podobě šifrovaného akrostichu. 

### Rozsah hledaných jmen
Tímto jménem bylo Jehóšua, totožné v Bibli, v rozsahu hebrejského až novosmluvního (tzv. křesťanského) Písma, s celkem 5 stejnými jmény různých postav, dobou podle zařazení spisů: 
1) Jehóšua ben Nún (změněného v jiných překladech na Jozue),
2) Jehóšua ben Sira, (Ježíš Sirach),
3) Jehóšua ben Jéhosádák (změněného v jiných překladech na Jozue, syn Jehosadakův),
4) Jehóšua Ha Nocri (Ježíš Nazaretský),
5) Jehóšua Justus (tj. Ježíš Justus; jinde jmenován jako Jesus Justus, viz všechny poznámky z aparátu překladatelů: Jesus: Ježíš Nazaretský, Ježíš Sirach, Ježíš syn Núnův, Ježíš syn Jehosadakův a Ježíš Justus – z jména Jehóšua v hebrejštině, z původních podkladů pro dostupné překlady, viz výše). 
Všechny odvozené tvary: – v hebrejštině Jehóšua, jsou aramejskou syrštinou či pozdější hebrejštinou (tj. totéž), zkrácené na: – Ješu´a.
Protože snahou těch, kteří se po smrti Kaduriho snažili zvrátit poselství vrchního rabína, bylo odmítnout tuhle mediální bouři, rozpoutanou zveřejněním závěti mezi dvěma póly obyvatel, dostala se do diskuze teorie o tom, že rabbi nemyslel Jehóšuu z Nového zákona, ale nástupce Móšeho, Jehóšuu ben Nún (Jozua). Tato teorie rabbiho Tovia Singera byla však odmítnuta rabíny, kteří v upřímnosti a cti, zachovali pravdivý smysl závěti, a smířili se s faktem, že "Jozue" nebyl v pozdějších knihách Tóry tím, komu by náležel význam Mesiáše Izraele, ještě větší než samotného Mojžíše – a tato myšlenka byla rezolutně zamítnuta.

### Historie vzniku a vývoj
Mesiánské vyznání vzniklo mnohem dříve než po smrti Yitzhaka Kaduriho. Jeho proroctví o návratu Jehóšuy ale  probudilo tisíce Židů k přijetí novosmluvního poselství (tj. vůči křesťanskému Novému zákonu) a vychází také celá řada knih o tomto celosvětovém hnutí včetně časopisů. Počet jeho stávajících denominací je na celém světě odhadován na 40 000.

## Mesiánské židovství podpořil premiér vlády státu Izrael

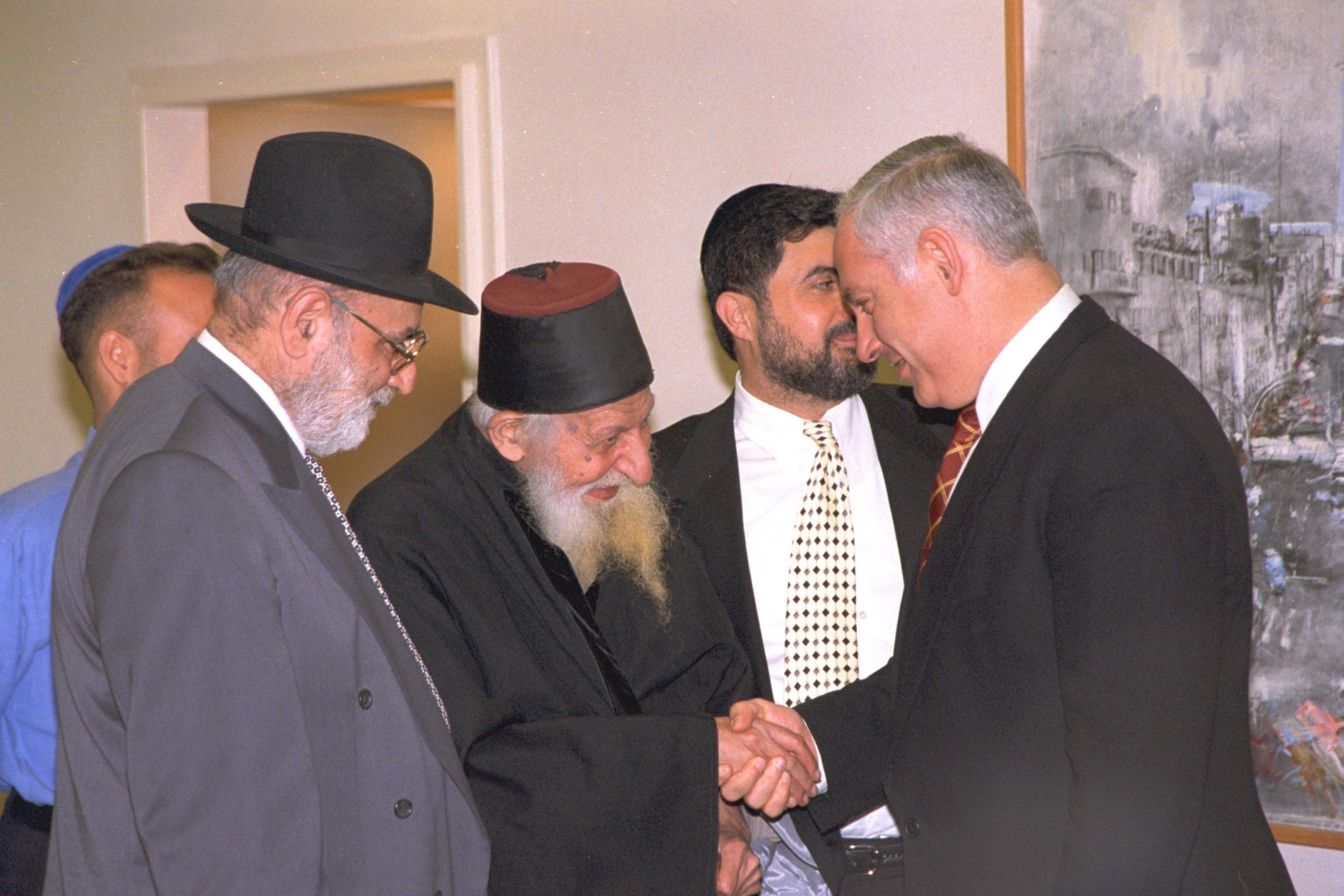
Ministerský předseda Benjamin Netanjahu při setkání s Vrchním rabínem státu Izraele, Yitzhakem Kadurim

Význam Vrchního rabína Izraele Yitzhaka Kaduriho a jeho respekt u veřejnosti byl jedním z nejvyšších v novodobých dějinách židovské země. O jeho přízeň se opíral i tehdejší politik a premiér Benjamin Netanjahu, který byl více než 10 let po Kaduriho smrti vystaven dilematu, jaké stanovisko zaujmout k mesiánským Židům, jimž bylo upíráno plnohodnotné postavení ve společnosti. Netanjahu se proto zasadil o podporu křesťanství v Izraeli.

### Odmítl návrh zákona
V roce 2023 rezolutně prohlásil, že snahám jeho politických spojenců (především autora návrhu zákona a poslance Knessetu, Mosheho Gafniho) ve vládní koalici – zakazovat a kriminalizovat proselytizaci (mesianizaci židovské víry přístupem ke křesťanství v Izraeli) – zabrání. Vláda připravovaný zákon nakonec nepředložila. Tímto stanoviskem respektovaného Netanjahua byla mesianizace Židů posílena na nejvyšší míru, a jeho usnesením se řídila i následující rozhodování justice. Prezident a generální ředitel společnosti Near East Media a šéfredaktor novin All Israel News Joel C. Rosenberg premiérovi Izraele poděkoval za jeho postoj už v úvodu svého článku. Netanjahuův vliv a ochrana mesiánských Židů např. vedla k svobodnému vystupování rabínů v synagógách. Kázání o Mesiáši Jehóšuovi Ha Nocrim, již nebyla brána jako zrada judaistických tradic, nehrozilo nikomu vězení a atmosféra ve společnosti se rázem změnila.

### Vyzval ke společné cestě i víře
V prosinci v roce 2024 prohlásil premiér Netanjahu židovský stát za společné dědictví jak Židů tak i křesťanů, jimž  poděkoval za jejich neochvějnou podporu během války: "Izrael vede svět v boji proti silám zla a tyranie, ale naše bitva ještě neskončila. Ujišťuji vás, že s vaší podporou a s Boží pomocí, zvítězíme." Už v roce 2017 prohlásil křesťany za nejlepší přátele Izraele a užil termínu spojujícího dvě náboženství v bratrsky jediné: "Reprezentujeme svobodnou společnost postavenou na základech židovsko-křesťanského dědictví." Za své prokřesťanské výzvy  však sklidil v roce 2023 a znovu v roce 2024 i kritiku muslimské obce, s odkazem na podporu války, ačkoliv se takto veřejně vyjádřil už mnohokrát dříve." Letité úsilí Netanjahua o propojení Židů a křesťanů silně ovlivňuje vztahy mezi komunitami v Izraeli i mimo něj. Za spojování evangelikální víry s judaismem a Židů s křesťany pod jeden plášť Boha, však kromě přátelství a podpory 60 milionů křesťanů čelí léta kritice uvnitř ortodoxní části Izraele, která židovské křesťanství a Netanjahuovo misionářství, mediálně odmítá.
Podle údajů Ústředního statistického úřadu žije v Izraeli přibližně 185 000 křesťanů, většina z nich Arabů, což představuje asi 1,9 procenta populace země. Tito křesťané nejsou mesiánští Židé.  

## Židovské krédo
První snahy šířit mezi Židy víru v Ježíše se odvozují počátkem Ježíšova kazatelského oznamování dobré zvěsti: —Učedníci křtili v jeho jménu (Jan 4, 1 - 2). Za doby následovníka Pavla vznikaly sbory Židů, hlásící se k víře v Ježíše jako v Mesiáše, a zároveň k dodržování i mojžíšského Zákona. 

### První spory o zachování judaistických zvyklostí
V křesťanském způsobu života se neshodovali Jehóšuovi učedníci Petr a Pavel ohledně židovských zvyklostí (Gal 2, 11 - 14).  Soudě podle dopisu Galaťanům nastala prvním rozkolem mezi Šimonem Petrem a Pavlem převaha v upouštění od toho, co stanovil Mojžíšův zákon. Po Petrově vidění prostěradla s nečistými zvířaty všech druhů a ptactva, snášejícího se shůry, a slyšení Božího slova, očišťujícího pokrmy, jejich soukmenovci následující Ježíšovo učení bez obav začali jíst i zakázaná jídla (viz Skutky 10, 9 - 15). 

### Mojžíšův zákon nové učení nerušilo
Ježíšovo ohlášení však změny vůči Zákonu odmítlo označit za jeho zrušení a nazvalo je naplněním, dovršením  platnosti, (Matouš 5, 17 - 18), s čímž Židé, držící se nadále jen tradičního judaismu, odmítli souhlasit. 

### Základ pro mesiánské sbory

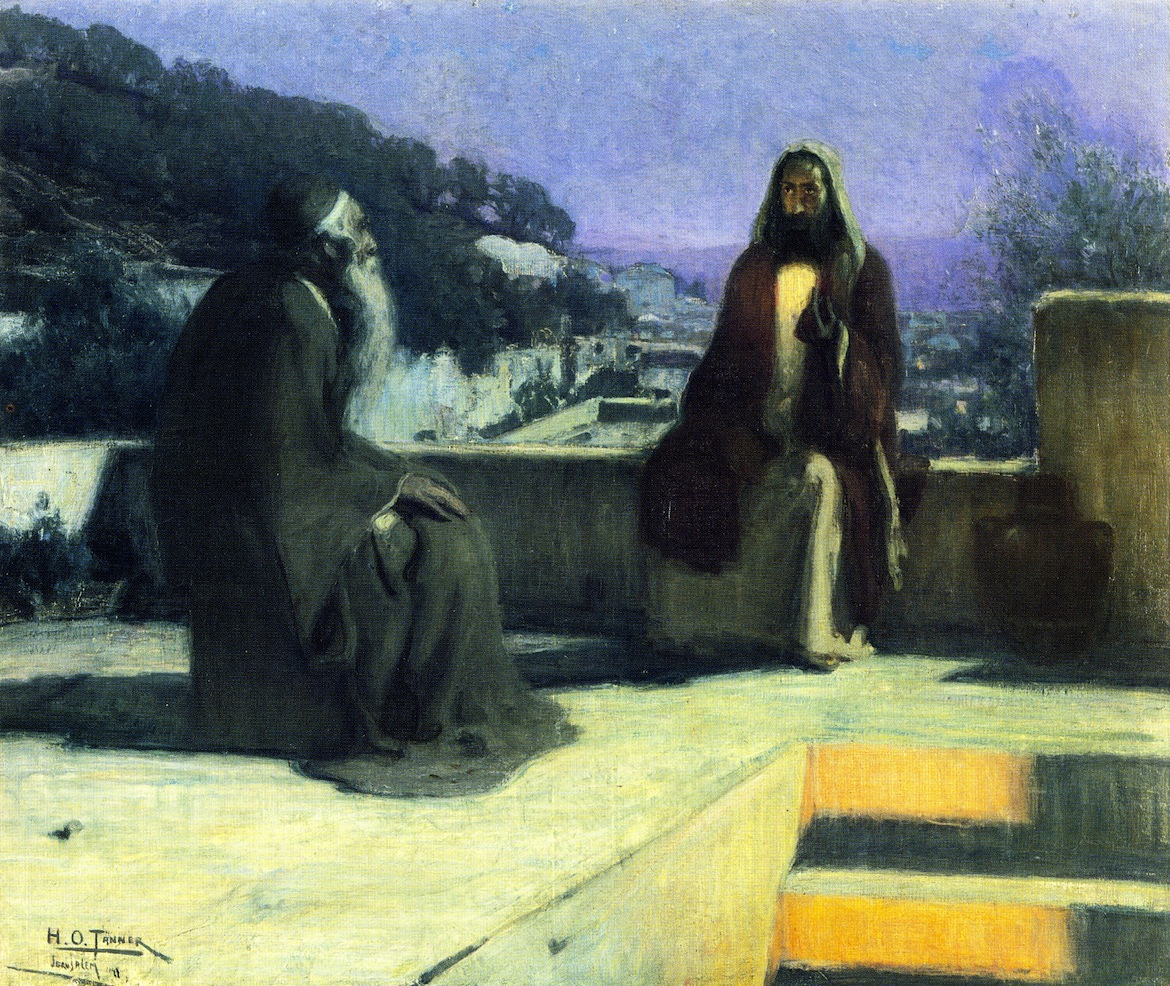
Jehóšua a přední rabín Nikodém (autor: Henry Ossawa Tanner)

Všechny zázraky, zakládající mesiánský judaismus se staly v Izraeli, např. uzdravení nemocných, vyléčení neplodností po požehnání Yitzhaka Kaduriho, k čemuž docházelo ještě před jeho odhalením o Jehóšuovi. I přes nelibost vyvíjející se církve, přerůstající v organizované formy vyznání všech typů a v dalších staletích, zůstalo právě ono prvotním a požehnaným, Sborem pravé víry. Podle výroku Ježíše z Nazaretu: Spása jest ze Židů (Jan 4, 22n.).

### Vzestup a opora

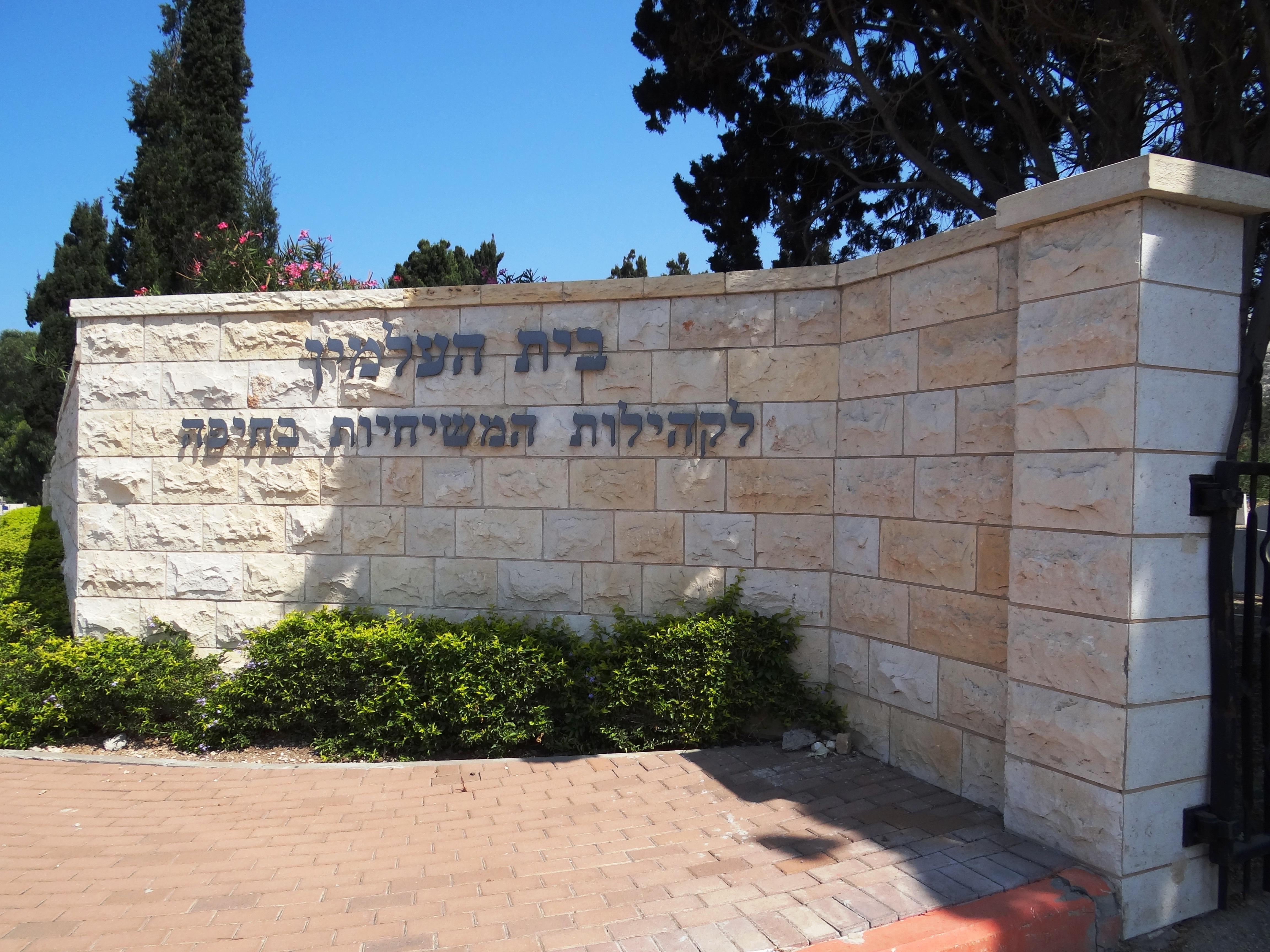
Hřbitov mesiánských Židů v západní Haifě, Izrael

Mesianismus v USA a v Izraeli se rozšířil počtem rabínů s vyznáním v Mesiáše Ježíše, podporou vlády Izraele.  Mesiánští Židé však sami sebe za křesťany v klasickém výkladu tohoto termínu, nepovažují, a udržují si distanci od příklonu (v členství) v neizraelských křesťanských uskupeních (v církvích), které se v minulosti vyznačovaly antisemitismem a s nimi spojitými vážnými důsledky, a to po dlouhou dobu evropské historie. Členská základna Židů, vyznávajících Mesiáše — Ježíše, jakožto Syna Božího, čítá 500 000 osob, s nárůstem dalších. Základní kámen pravosti Bohem potvrzovaného celosvětového Sboru - mesiánských Židů, s odmítnutím snahy upírat jim přednostní význam ve víře, je položen v Ježíšově výroku v bibli, v Matoušově zprávě, v kap. 15, v. 24:
„Nebyl jsem vyslán k nikomu jinému než ke ztraceným ovcím izraelského domu.“